# Julio Pleguezuelo
Julio José Pleguezuelo Selva (Palma de Mallorca, 26 de enero de 1997) es un futbolista español. Juega de defensa y su equipo es el Plymouth Argyle F. C. de Inglaterra. Es hermano del jugador de la cantera del Real Betis Xavi Pleguezuelo.

## Trayectoria
Es un jugador que comenzó jugando en el Atlético Baleares y que fue formado en la cantera del R. C. D. Espanyol desde 2004 a 2010 año en el que fichó por el Atlético de Madrid. La temporada siguiente volvió a Barcelona, pero esta vez para fichar por el F. C. Barcelona, cantera en la que militó hasta 2013, año en el que llegó al Arsenal para jugar en su escuela de formación.
En agosto de 2016 formó parte de la plantilla del Real Club Deportivo Mallorca en la Segunda División de España cedido por el Arsenal F. C.
El 22 de mayo de 2019 fichó por dos años por el F. C. Twente de los Países Bajos. Estuvo cuatro temporadas antes de regresar a Inglaterra después de incorporarse en junio de 2023 al Plymouth Argyle F. C., siendo a su vez el primer español que jugaba para este equipo.

## Clubes
| Club                              | País         | Año       |
| --------------------------------- | ------------ | --------- |
| Arsenal F. C.                     | Inglaterra   | 2014-2019 |
| R. C. D. Mallorca (préstamo)      | España       | 2016-2017 |
| Gimnàstic de Tarragona (préstamo) | España       | 2018-2019 |
| F. C. Twente                      | Países Bajos | 2019-2023 |
| Plymouth Argyle F. C.             | Inglaterra   | 2023-     |